# Georges Gromort
Georges Gromort (1870-1961) est un architecte français.

## Biographie
Georges Gromort  naît le 18 octobre 1870 dans le 9e arrondissement de Paris.
Formé dans l'atelier de Louis-Jules André à École des Beaux-Arts, il devient enseignant à son tour dans cet atelier, où il forme Louis Arretche.
Rejoint par ce dernier au sein de l'atelier Arretche-Gromort, il forme entre autres Xavier Arsène-Henry, José Charlet, Henri Sajous, Pierre Riboulet, Gérard Thurnauer, Jean-Louis Véret, Bernard Huet, Henri Gaudin, Philippe Panerai, Jean Castex, Vladimir Kaspe, Claude Viseux et le mexicain Mario Pani.
Il est connu principalement pour avoir enseigné à l'École des Beaux-Arts, et pour ses ouvrages de théorie, qui prennent la suite de ceux de Julien Guadet.
Il meurt le 20 février 1961 au sein de l'Hôpital Cochin dans le 14e arrondissement de Paris.

## Publications
- Georges Gromort, Choix de plans de grandes compositions exécutées présentant, avec leurs jardins ou leur entourage, une série d'ensembles de l'antiquité, de la renaissance et des temps modernes, Paris, A. Vincent & cie, 1910 (OCLC 1138766)
- Georges Gromort, Histoire abrégée de l'architecture de la Renaissance en Italie, Paris, A. Vincent & Cie, 1913 (réimpr. 1922 (BNF 32197763)), 182 p. (OCLC 4011559) Ouvrage couronné par l'Académie des beaux-arts (prix Bailly, 1914).
- Georges Gromort, Jardins d'Espagne : 124 planches en 2 volumes donnant plus de 160 vues des jardins anciens et modernes de l'Andalousie et des deux Castilles accompagnées de 20 plans d'une préface et d'un texte explicatif, Paris, A. Vincent & Cie, 1926, 2 volumes (OCLC 468572684, BNF 37416190)
- Georges Gromort, Introduction à l'étude de la perspective, Paris, Vincent, Fréal et Cie, coll. « Documents d'architecture », 1944, 40 p. (BNF 32197767)
- Georges Gromort, Essai sur la théorie de l'architecture : cours professé à l'école nationale supérieure des beaux-arts, Paris, Ch. Massin, 1983, 22e éd. (1re éd. Paris, Vincent, Fréal et Cie, 1942 (BNF 32197760)), 512 p. (ISBN 2-7072-0088-3 et 978-2-7072-0088-4, OCLC 18372130, BNF 34754944)